# Géraldine Apponyi de Nagyappony
La regina Géraldine nata contessa Géraldine Margit Virginia Olga Mária Apponyi de Nagy-Appony (Budapest, 6 agosto 1915 – Tirana, 22 ottobre 2002) è stata la regina consorte di re Zog I, della dinastia Zogu d'Albania.
Dal momento del suo matrimonio fu conosciuta come regina Géraldine degli Albanesi o più comunemente come "Madre Regina" (in albanese, Geraldina Zog, Mbretëresha e Shqiptarëve; Nëna Mbretëreshë).

## Biografia

### L'infanzia e la gioventù
Geraldine nacque a Budapest, Impero austro-ungarico, figlia del conte Gyula Apponyi di Nagy-Appony (1873-1924). Sua madre era Gladys Virginia Stewart (1891-1947), un'americana, figlia del miliardario John Henry Stewart della Virginia, un diplomatico americano che prestò servizio come console ad Anversa, in Belgio, e di sua moglie Maria Virginia Ramsay Harding. Attraverso la madre, Géraldine era imparentata al presidente statunitense Richard Nixon e al poeta statunitense Robert Frost.
Quando l'Impero austro-ungarico crollò, la famiglia Apponyi andò a risiedere in Svizzera. Nel 1921 tornò in Ungheria, ormai sotto la reggenza di Miklós Horthy.
Tuttavia, quando morì il padre, la madre di Géraldine decise di portare i tre figli (Géraldine, Madeleine e Gyula) con sé a Mentone, nel sud della Francia. Quando la contessa de Nagy-Apponyi decise di sposare un ufficiale francese, a causa delle leggi ungheresi vigenti, le figlie furono fatte rimpatriare in Ungheria e vennero poi inviate al collegio del Sacro Cuore di Pressbaum, vicino a Vienna.

### Vita da regina

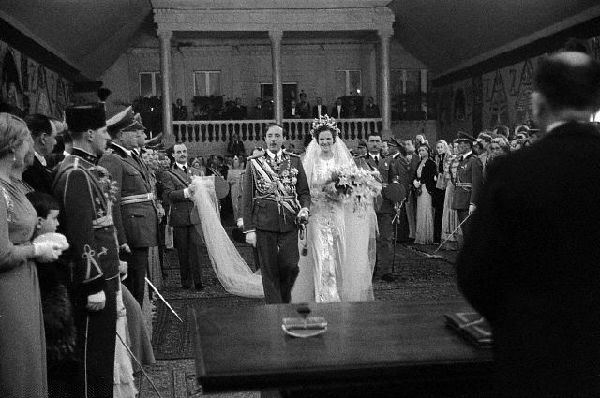
Geraldine ed il marito Zog ritratti il giorno delle nozze

Géraldine fu introdotta alla corte di re Zog I, nel dicembre 1937, dopo che la sorella del re si era avvicinata a Géraldine a nome del monarca. Il re aveva visto la fotografia della giovane donna ungherese e subito se ne era interessato. Géraldine andò in Albania e nel giro di pochi giorni la coppia si fidanzò. Conosciuta come la "Rosa Bianca di Ungheria”, Géraldine fu insignita del titolo reale di Principessa d'Albania prima delle nozze.
Il 27 aprile 1938, a Tirana, Géraldine sposò il re in una cerimonia fastosissima alla quale assistette Galeazzo Ciano, inviato e genero di Benito Mussolini. La coppia partì per la luna di miele in una vettura decappottabile scarlatta Mercedes-Benz, regalo di Adolf Hitler. La coppia ebbe un figlio, il principe ereditario Leka Zogu (1939 - 2011).
Il regno di Zog cessò con l'invasione dell'Albania da parte del Regno d'Italia nel mese di aprile del 1939 e la famiglia reale fu costretta a partire dal paese in esilio. Dal 1939 Géraldine Zog visse in Grecia, Turchia, Regno Unito, Egitto, Stati Uniti e Francia. Re Zog I morì ad Hauts-de-Seine, Francia, nel 1961, e loro figlio, il principe ereditario Leka, si proclamò re Leka I. In seguito a questo, la famiglia reale si trasferì in Spagna, Rhodesia e poi Sudafrica.

### Vita dal 1961 al 2002
Dal 1961, quando suo figlio venne proclamato re degli albanesi dal governo monarchico in esilio, preferì essere chiamata Regina Madre d'Albania. Nel giugno 2002 Géraldine tornò in Albania dal Sudafrica per vivere a Tirana, dopo che la legge era stata modificata per consentire il suo rimpatrio, e continuò ad affermare che suo figlio Leka era il legittimo re degli albanesi.
Géraldine morì all'età di 87 anni nell'ospedale militare di Tirana. Dopo essere stata ricoverata per il trattamento di malattie polmonari, subì almeno tre attacchi di cuore, l'ultimo dei quali le fu fatale, il 22 ottobre 2002. Fu sepolta dalle forze armate e con tutti gli onori per una sovrana con un funerale nella cattedrale di San Paolo il 26 ottobre 2002 e venne tumulata nel cimitero pubblico cittadino di Sharra. Nel 2012 le sue spoglie sono state traslate nel ricostruito Mausoleo della famiglia reale albanese a Tirana, dove riposano insieme a quelle del marito.
Suo nipote Leka, il 5 aprile 2016, ha accettato una medaglia dal governo albanese, la Medaglia di Madre Teresa, onore postumo all'ex-sovrana a ricordo del suo impegno caritativo in favore del popolo d'Albania.

## Curiosità
- Nella montagna di Qafë Shtamë, vicino Kruja, una fonte d'acqua porta il nome di "Madre Regina".

## Ascendenza
|                                 |               |                                                | Genitori                                             |  |  | Nonni |  |  | Bisnonni                                       |  |  | Trisnonni            |  |
|                                 |               |                                                |                                                      |  |  |       |  |  | Albert Georg Gyula Maria Apponyi de Nagyappony |  |  | Antal Rudolf Apponyi |  |
|                                 |               |                                                |                                                      |  |  |       |  |  | Albert Georg Gyula Maria Apponyi de Nagyappony |  |  | Antal Rudolf Apponyi |  |
|                                 |               | Maria Therese Nogarola                         |                                                      |  |  |       |  |  | Albert Georg Gyula Maria Apponyi de Nagyappony |  |  |                      |  |
| Lajos Apponyi de Nagyappony     |               |                                                |                                                      |  |  |       |  |  | Albert Georg Gyula Maria Apponyi de Nagyappony |  |  |                      |  |
|                                 |               | Zsófia Sztáray de Sztára et Nagy-Mihaly        | Albert Sztáray de Sztára et Nagy-Mihály              |  |  |       |  |  |                                                |  |  |                      |  |
|                                 |               | Zsófia Sztáray de Sztára et Nagy-Mihaly        | Albert Sztáray de Sztára et Nagy-Mihály              |  |  |       |  |  |                                                |  |  |                      |  |
|                                 |               | Zsófia Sztáray de Sztára et Nagy-Mihaly        | Franciska Károlyi de Nagy-Károly                     |  |  |       |  |  |                                                |  |  |                      |  |
| Gyula Apponyi de Nagyapponyi    |               | Zsófia Sztáray de Sztára et Nagy-Mihaly        |                                                      |  |  |       |  |  |                                                |  |  |                      |  |
|                                 |               | Hermann von Seherr-Thoß                        | Ernst von Seherr-Thoß                                |  |  |       |  |  |                                                |  |  |                      |  |
|                                 |               | Hermann von Seherr-Thoß                        | Ernst von Seherr-Thoß                                |  |  |       |  |  |                                                |  |  |                      |  |
|                                 |               | Hermann von Seherr-Thoß                        | Agnes von Loën                                       |  |  |       |  |  |                                                |  |  |                      |  |
| Marguerite von Seherr-Thoß      |               | Hermann von Seherr-Thoß                        |                                                      |  |  |       |  |  |                                                |  |  |                      |  |
|                                 |               | Olga Strachwitz von Gross-Zauche und Camminetz | Ernst Karl Strachwitz von Gross-Zauche und Camminetz |  |  |       |  |  |                                                |  |  |                      |  |
|                                 |               | Olga Strachwitz von Gross-Zauche und Camminetz | Ernst Karl Strachwitz von Gross-Zauche und Camminetz |  |  |       |  |  |                                                |  |  |                      |  |
|                                 |               | Olga Strachwitz von Gross-Zauche und Camminetz | Mathilde von Erstenberg zum Freyenthurm              |  |  |       |  |  |                                                |  |  |                      |  |
| Géraldine Apponyi de Nagyappony |               | Olga Strachwitz von Gross-Zauche und Camminetz |                                                      |  |  |       |  |  |                                                |  |  |                      |  |
|                                 | David Stewart | David Stewart                                  |                                                      |  |  |       |  |  |                                                |  |  |                      |  |
|                                 | David Stewart | David Stewart                                  |                                                      |  |  |       |  |  |                                                |  |  |                      |  |
|                                 | David Stewart | Mary Hall                                      |                                                      |  |  |       |  |  |                                                |  |  |                      |  |
| John Henry Stewart              | David Stewart |                                                |                                                      |  |  |       |  |  |                                                |  |  |                      |  |
|                                 |               | Margaret Heighe                                | James Mackall Heighe                                 |  |  |       |  |  |                                                |  |  |                      |  |
|                                 |               | Margaret Heighe                                | James Mackall Heighe                                 |  |  |       |  |  |                                                |  |  |                      |  |
|                                 |               | Margaret Heighe                                | Jane Turner                                          |  |  |       |  |  |                                                |  |  |                      |  |
| Gladys Virginia Stewart         |               | Margaret Heighe                                |                                                      |  |  |       |  |  |                                                |  |  |                      |  |
|                                 |               | Edward Learned Harding                         | Seth Harding                                         |  |  |       |  |  |                                                |  |  |                      |  |
|                                 |               | Edward Learned Harding                         | Seth Harding                                         |  |  |       |  |  |                                                |  |  |                      |  |
|                                 |               | Edward Learned Harding                         | Mary Learned                                         |  |  |       |  |  |                                                |  |  |                      |  |
| Mary Virginia Ramsay Harding    |               | Edward Learned Harding                         |                                                      |  |  |       |  |  |                                                |  |  |                      |  |
|                                 |               | Lucy Booker Ramsay                             | Theodore Nixon Ramsay                                |  |  |       |  |  |                                                |  |  |                      |  |
|                                 |               | Lucy Booker Ramsay                             | Theodore Nixon Ramsay                                |  |  |       |  |  |                                                |  |  |                      |  |
|                                 |               | Lucy Booker Ramsay                             | Virginia Elizabeth Ramsay                            |  |  |       |  |  |                                                |  |  |                      |  |
|                                 |               | Lucy Booker Ramsay                             |                                                      |  |  |       |  |  |                                                |  |  |                      |  |